# Hoplapoderus echinatoides
Hoplapoderus echinatoides es una especie de coleóptero de la familia Attelabidae.

## Distribución geográfica
Habita en Camboya, China, Laos, Birmania,  Rusia, Tailandia y Vietnam.